# Georg von Rosen (Dichter)
Karl Georg Woldemar Freiherr von Rosen (russisch Егор Фёдорович Розен;  * 28. Novemberjul. / 10. Dezember 1800greg. in Rickholz; † 11. Februarjul. / 23. Februar 1860greg. in St. Petersburg) war ein russischer Dichter.

## Leben

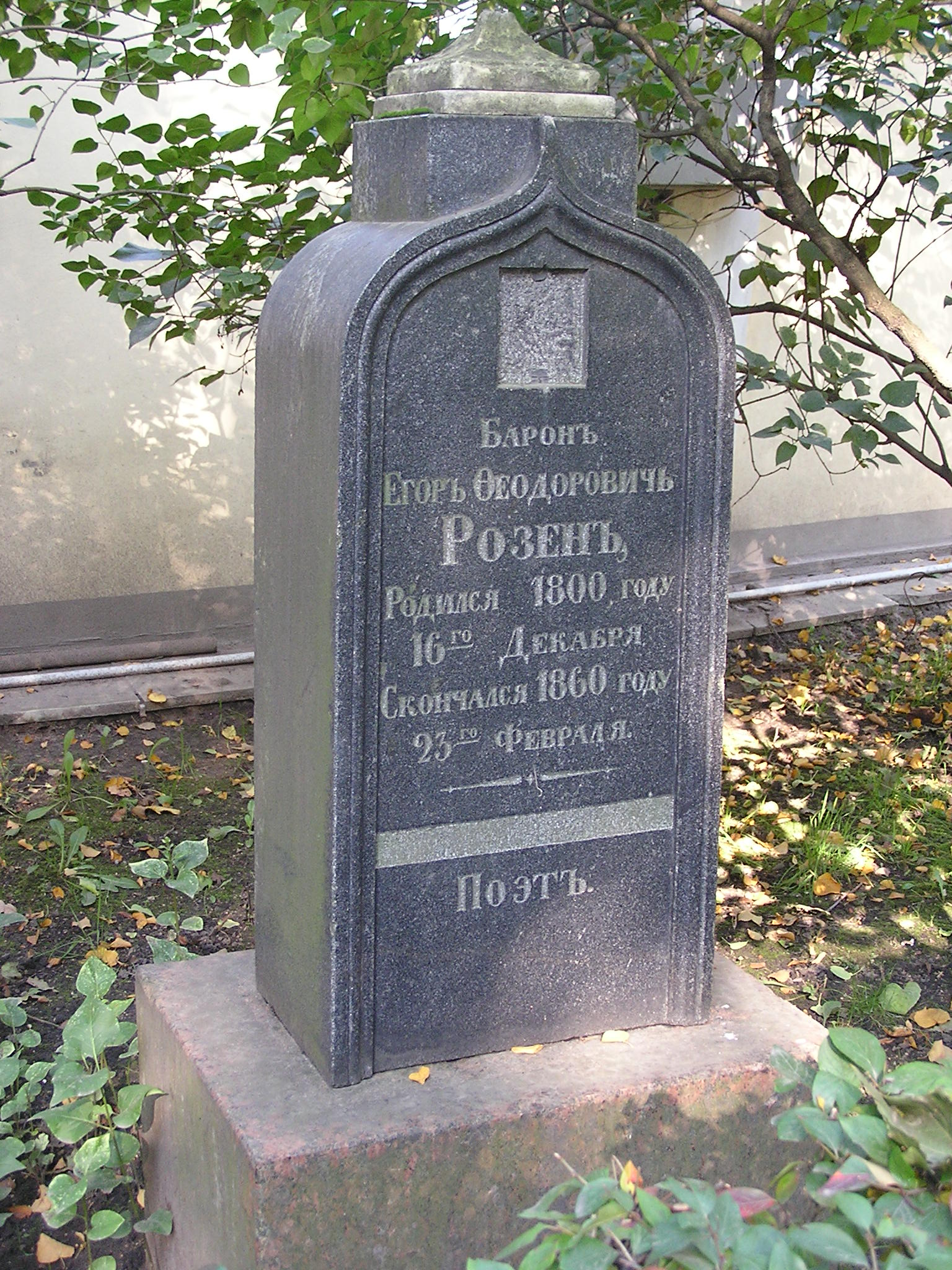
Grabstein Georg von Rosen

Georg war Angehöriger des Adelsgeschlecht derer von Rosen. Seine Eltern waren der russische Rittmeister, sowie Erbherr auf den estländischen Gütern Lückholm, Schottanäs und Kedenpäh Friedrich Gottlieb Freiherr von Rosen (1771–1847) und Helena, geborene Freiin von Taube aus dem Hause Rickholz (1780–1851).
Mit seiner Wirtschafterin hatte er die drei Kinder Paul (* 1842), Anna (* 1844) und Vera (* 1850). Die letztgenannte heiratete 1874 den russischen Stabskapitän Josikowski.
Rosen verfolgte zunächst eine Offizierslaufbahn in der Kaiserlich Russischen Armee. Von 1819 bis 1829 stand er im Elisawetgrader Husarenregiment. 1831 wechselte er in den Hauptstab und erhielt 1834 als Major seinen Abschied.
Von 1835 bis 1840 war er Sekretär des Thronfolgers, wobei er Alexander in den Jahren 1838 und 1839 Begleiter auf dessen Auslandsreise begleitete. Als Hofrat wurde er 1840 aus diesem Dienstverhältnis entlassen.
Fortan wirkte er als russischsprachiger Schriftsteller und Dichter. Zeitweise war er auch Mitherausgeber der Zeitschrift „Сыне отечества“ und in den Jahren 1830 sowie 1831 bis 1833 Herausgeber Almanachen. Er war ein Kritiker und Gegner von Gogol und Belinski.
Rosen wurde auf dem Künstler-Friedhof des Alexander-Newski-Klosters in St. Petersburg begraben.

## Werke
Rosen publizierte seine Gedichte seit 1825 in Zeitschriften und Almanachen. Er verfasste diverse Dramen, 1835 die Tragödie Peter Basmanow, 1836 das Libretto zu Glinkas berühmter Oper Ein Leben für den Zaren. Neben weiteren Stücken sind von ihm verstreut gedruckte Korrespondenzen mit Bulgarin, Schukowski, Schewyrew, Puschkin bekannt. Eine Autobiografie veröffentlichte er als Vorwort in seinem Werk Die Tochter Joann’s III. (St. Petersburg 1841) sowie in: A. E. Rosen: Очерк семейной истории роды баронов Розен (St. Petersburg 1876), S. 77–80.